# Castello di Stalker
Il castello di Stalker (gaelico scozzese: Caisteal an Stalcaire) è una casa-torre a quattro piani su una piccola isola tidale nel Loch Laich, insenatura del Loch Linne, nei pressi dell'isola di Shuna. La costruzione è situata a 2,4 km a nord di Port Appin, nella regione scozzese dell'Argyll, ed è visibile dalla statale A828, a metà strada tra Oban e Glen Coe. L'isoletta è accessibile, con difficoltà, dalla riva durante la bassa marea. Il nome “Stalker” deriva dal gaelico Stalcaire, che significa “cacciatore” o “falconiere”. Compare nel film Monty Python e il Sacro Graal. L'aspetto fortemente pittoresco del castello, con la sua isoletta che si staglia sul drammatico sfondo delle montagne sotto il cielo spesso carico di nubi, ne ha fatto uno dei soggetti preferiti per cartoline postali e calendari, e una delle immagini caratteristiche dello scenario delle Highlands scozzesi. L'edificio, restaurato anche negli anni '60, è interamente autentico e molto ben conservato.

## Storia
Il castello originariamente era una piccola fortificazione, costruita intorno al 1320 dal clan MacDougall, all'epoca signori di Lorn. Intorno al 1388 gli Stewart stabilirono il loro dominio su Lorn, e si ritiene che edificassero il castello nella sua attuale forma intorno al 1440. I re di Scozia Giacomo IV e Giacomo V Stewart furono molte volte ospiti del castello che, in seguito ad una scommessa, passò al clan Campbell nel 1620.
Dopo un altro paio di passaggi di mano tra i due clan, il castello fu abbandonato intorno al 1840, quando si verificò il crollo del tetto. Fu nuovamente acquistato nel 1908 da uno Stewart, il quale eseguì alcuni restauri indispensabili per la sua conservazione. Nel 1965 D. R. Stewart Allward acquistò l'immobile e in circa dieci anni lo restaurò completamente.
Il castello di Stalker è attualmente una proprietà privata e non è generalmente aperto al pubblico, benché siano concesse visite su appuntamento.